# Кабалоев, Заур Ермакович
Заур Ермакович Кабалоев (род. 2 июня 1992 в селе Озрек, Россия) — российский и итальянский борец греко-римского стиля, чемпион Европейских игр 2019 года, бронзовый призёр чемпионата Европы (2018), чемпион и призёр чемпионатов России, мастер спорта России международного класса.

## Спортивные достижения
- Чемпионат мира среди юниоров (Паттайя, 2012) — ;
- Чемпионат России по греко-римской борьбе 2014 — ;
- Кубок мира (Тегеран, 2015 команда) — ;
- Кубок мира (Шираз, 2016 команда) — ;
- Чемпионат России по греко-римской борьбе 2017 — ;
- Гран-при Ивана Поддубного 2017 — ;
- Чемпионат России по греко-римской борьбе 2018 — ;
- Гран-при Ивана Поддубного 2018 — ;
- Чемпионат Европы по борьбе 2018 — ;
- Чемпионат России по греко-римской борьбе 2019 — ;